# Elecciones generales de España de 1914
Las elecciones generales de España de 1914 fueron convocadas y celebradas antes de la Primera Guerra Mundial (en la que España se declararía neutral) bajo sufragio masculino. 
Como sucedió en todas las elecciones durante la restauración borbónica en España en estas el resultado estuvo determinado de antemano («encasillado») gracias al sistemático fraude electoral realizado mediante la red caciquil extendida por todo el territorio. En estas elecciones, como en el resto, el gobierno que las convocó las ganó, ya que en el régimen político de la Restauración los gobiernos cambiaban antes de las elecciones y no después como sucedía en los regímenes parlamentarios (no fraudulentos).

## Desarrollo
En total fueron elegidos 409 diputados, y el partido más votado fue la coalición de las dos facciones del Partido Conservador, dirigido por Eduardo Dato. Las dos facciones del Partido Liberal quedaron bastante lejos. También se presentó una Conjunción Republicano-Socialista, que reunía los diferentes partidos republicanos y el Partido Socialista Obrero Español. Los Radicales de Lerroux y la Unión Federal Nacionalista Republicana, iban en coalición electoral a raíz del Pacto de Sant Gervasi, aunque en Cataluña no consiguieron desbancar la hegemonía de la Lliga Regionalista.
Fue elegido Presidente del Congreso el conservador Augusto González Besada y Presidente del Senado Marcelo Azcárraga, fallecido en 1915 y sustituido por Joaquín Sánchez de Toca Calvo. El jefe de gobierno siguió siendo Eduardo Dato, pero el 9 de diciembre de 1915 dimitió por diferencias internas en el partido y Alfonso XIII nombró presidente del gobierno al liberal conde de Romanones, quien convocaría nuevas elecciones el 6 de abril de 1916 para "hacerse" con una mayoría en las Cortes. Durante esta legislatura se constituyó la Mancomunidad de Cataluña, presidida por Enric Prat de la Riba.

## Composición del Congreso de los Diputados tras las elecciones
| ← Elecciones generales de España, 8 de marzo de 1914 →           |         |                              |
| Partido                                                          | Escaños | Líder                        |
| Conservadores                                                    | 193     | Eduardo Dato e Iradier       |
| Partido Liberal                                                  | 84      | Conde de Romanones           |
| Partido Liberal-Demócratas                                       | 38      | Manuel García Prieto         |
| Conservadores (mauristas)                                        | 22      | Antonio Maura                |
| Lliga Regionalista                                               | 13      | Francesc Cambó               |
| Coalición Unión Federal Nacionalista Republicana-Partido Radical | 11      | Alejandro Lerroux            |
| Partido Reformista                                               | 11      | Melquíades Álvarez           |
| Conjunción Republicano-Socialista                                | 10      | Roberto Castrovido Sanz      |
| Coalición Comunión Tradicionalista-Integrista                    | 7       | Enrique de Aguilera y Gamboa |
| Conservadores (ciervistas)                                       | 5       | Juan de la Cierva y Peñafiel |
| Católicos independientes                                         | 5       | Marqués de Santillana        |
| Partido Republicano Democrático Federal                          | 1       | Joaquín Pi y Arsuaga         |
| Partido de Unión Republicana Autonomista (PURA)                  | 1       | Félix Azzati Descalci        |
| Nacionalistas republicanos catalanes                             | 1       | Francesc Macià               |
| Independientes                                                   | 5       |                              |
| Sin clasificar                                                   | 1       |                              |
| TOTAL                                                            | 408     |                              |